# Ꚕ
Ꚕ, ꚕ е буква от кирилицата, част от старата абхазка азбука. Въведена е от Пьотър Услар през 1862 година, когато излиза неговата монография „Абхазский язык“. Обозначава лабиализираната (оустнѐна) беззвучна глътъчна проходна съгласна /ħʷ/. Представлява заемка от латиницата. В съвременната абхазка азбука звукът /ħʷ/ се предава чрез диграфа Хә.